# Stacja Narciarska Turnia w Bukowinie Tatrzańskiej
Stacja Narciarska Turnia w Bukowinie Tatrzańskiej – ośrodek narciarski położony w Bukowinie Tatrzańskiej w Pogórzu Spisko-Gubałowskim na północno-wschodnim zboczu grzbietu, którym idzie ulica Wierch Olczański. Stacja dysponuje wyciągiem krzesełkowym (Turnia), jednak jest elementem większego kompleksu narciarskiego o wspólnej nazwie Olczański, będącego wspólnym przedsięwzięciem 5 przedsiębiorców, którzy uzgodnili stosowanie wspólnego karnetu w całym kompleksie. Jest to najbardziej popularny ośrodek narciarski w Bukowinie Tatrzańskiej.

## Wyciąg i trasa
Stacja dysponuje 2-osobowym wyciągiem krzesełkowym Turnia (12) o długości 400 m i przepustowości 1500 osób na godzinę, przewyższenie – 90 m, prędkość wyciągu 2,3 m/s, czas wyjazdu – około 2 minut. Numeracja wyciągu pochodzi ze wspólnej numeracji wyciągów w Bukowinie Tatrzańskiej.
Wzdłuż wyciągu Turnia (12) znajduje się czerwona trasa o długości 500 m i szerokości 100 m.

## Pozostała infrastruktura
Przy górnej stacji znajdują się:
- szkoła narciarska i snowboardowa Hodorowicz-Sport&SKIart
- parking dla 40 samochodów i 3 autokarów.

Przy dolnej i górnej stacji Turni znajdują się karczmy.
Stacja nie jest członkiem Stowarzyszenia Polskie stacje narciarskie i turystyczne.

## Operator
Operatorem ośrodka jest spółka Turnia s.c. z siedzibą w Bukowinie Tatrzańskiej przy ulicy Wierch Olczański 68.

## Historia
Spółka Turnia s.c. została założona w 2005 roku.

## Kompleks narciarski Olczań-ski
Wzdłuż ulicy Olczański Wierch zlokalizowanych jest kilka stacji (wyciągów narciarskich), obok Stacji Turnia, wysuniętej najbardziej na północ. Kolejne stacje (w kierunku południowym) to:
- Mały Kasprowy (11) – wyciąg orczykowy o długości 400 metrów, przewyższeniu 90 m i przepustowości 850 osób na godzinę, stromszy. Obok restauracja Łygodnik.
- Zwyrtlik (10) – wyciąg talerzykowy o długości 400 m. Przy wyciągu znajduje się wypożyczalnia & ski serwis Janusz Majerczyk oraz mała gastronomia. Operatorem wyciągu jest „Zwyrtlik” Firma Usługowa S.C.
- UFO (8) – wyciąg talerzykowy o długości 400 m i przepustowości około 700 osób na godzinę.
- Skałka – wyciąg orczykowy o długości 300 metrów. W pobliżu znajduje się mały snowpark z kilkoma przeszkodami.

W całym powyższym kompleksie obowiązuje jeden karnet narciarski. Mapa wyciągów i tras znajduje się tutaj. Wszystkie trasy są sztucznie naśnieżane, ratrakowane i oświetlone.
Pozostałe wyciągi kompleksu Olczański Wierch, nie objęte wspólnym systemem karnetów:
- nr 4. „Pod Trafem” wyciąg talerzykowy, długość 200 m, trasa oświetlona
- nr 5. „Linka” wyciąg talerzykowy, długość 70 m, trasa oświetlona
- nr 6. „Przy Kolybie” wyciąg talerzykowy, długość 320 m, trasa oświetlona
- nr 7. „Wierch Olczański” wyciąg talerzykowy, długość 300 m, trasa oświetlona
- nr 9. „Halny” wyciąg talerzykowy, długość 320 m, trasa oświetlona
- nr 13. „Bartek” wyciąg talerzykowy, długość 400 m, trasa oświetlona
- nr 14. „Wierchy” wyciąg talerzykowy, długość 350 m, trasa oświetlona.